# 朱敬則
朱 敬則（しゅ けいそく、635年 - 709年）は、唐代の官僚・政治家。字は少連。本貫は亳州永城県。

## 経歴
才気にすぐれて節義を重んじ、若くして文章と学識で名を知られた。3人の従兄と同居して、財産を分けへだてしなかった。また左史の江融や左僕射の魏元忠と特に仲が良かった。咸亨年間、高宗と面会して気に入られ、抜擢される予定だったが、中書舎人の李敬玄に退けられて、洹水県尉に任じられた。
長寿2年（693年）、敬則は累進して右補闕に任じられた。武則天が臨朝称制をはじめると、天下に流言と異議がすこぶる多かったが、ようやくそれが落ち着いてくると、密告と冤罪が横行するようになった。敬則は上疏してそのことを諫めた。武則天は敬則の上疏をよしとした。
長安3年（703年）、敬則は正諫大夫に任じられ、修国史を兼ねた。ほどなく同鳳閣鸞台平章事（宰相）となった。ときに御史大夫の魏元忠や鳳閣舎人の張説は張易之兄弟に誣告されて、重罪に陥ろうとしていた。敬則はひとりかれらを弁護したので、魏元忠と張説は一死を減じられた。長安4年（704年）、老病を理由に知政事（宰相）の退任を求め、許可されて修国史を兼ねたまま成均祭酒・冬官侍郎に転じた。張易之兄弟は画工に命じて武三思・李嶠・蘇味道・李迥秀・王紹宗ら18人の肖像画を描かせ、これを『高士図』と称した。敬則を召し出してその事務に関与させようとしたが、敬則は固辞して受けなかった。
神龍元年（705年）、敬則は鄭州刺史として出向した。ほどなく老齢のため致仕した。神龍2年（706年）、敬則は侍御史の冉祖雍と合わず、王同晈と親しいと誣告されて、涪州刺史に左遷された。冤罪が明らかになって、廬州刺史に転じた。後任がやってくると、敬則は郷里に帰った。かれの持ち物は乗馬1匹に過ぎず、かれの子甥たちは徒歩で帰郷に従った。景龍3年（709年）5月、家で死去した。享年は75。秘書監の位を追贈された。諡は元といった。著書に『十代興亡論』・『五等論』があった。

## 伝記資料
- 『旧唐書』巻90 列伝第40
- 『新唐書』巻115 列伝第40